# Das Manifest der Narren
Das Manifest der Narren (Originaltitel: Babo Seoneon, nach McCune-Reischauer Pabo Sŏnŏn) ist ein Film des südkoreanischen Regisseurs Lee Jang-ho aus dem Jahr 1983. Es ist quasi der Nachfolger des Films Children of Darkness (1981). Beide Filme basieren einem von Lee Chol-yong (Pseudonym: Lee Dong-cheol) 1979 veröffentlichten Roman, dessen Titel sich mit „Die Söhne der Dunkelheit“ (어둠의 자식들 Eodum-ui Jasik-deul) übersetzen lässt.

## Handlung
Dong-cheol ist ein Herumtreiber mit hinkendem Bein. Er beobachtet gerne hübsche Frauen und bedient sich eines Spiegels, um diesen unter den Rock zu schauen. Eines Tages erblickt er die eine junge Frau, in die er sich sofort verguckt. Er hält sich für eine Studentin und folgt ihr überall hin, um ihre Bekanntschaft zu machen. Er entschließt sich dazu, sie zu entführen und engagiert dazu den Taxifahrer Yukdeok. Bei der Entführung macht er nicht nur sie, sondern versehentlich auch sich selbst bewusstlos. Dabei hat er einen Traum, wie er sie heiratet und alles für ihn tut. Die junge Frau, dessen Name Hye-yong ist, träumt hingegen davon, einen wohlhabenden Mann kennenzulernen und ein friedliches Familienleben mit Kindern zu führen.
Als Hye-yong aufwacht schlägt sie Dong-cheol und Yukdeok zusammen. Dabei stellt sich auch raus, dass Hye-yong eine Prostituierte ist. Yukdeok und Dong-cheol fahren sie zurück zu ihrer Wohnung. Dabei wird Yukdeoks Taxi gestohlen, was nicht mal ihm gehört. Sein Leben hat keinen Sinn mehr und er schwört Dong-cheol die Treue. Schließlich versuchen sie Hye-yong bei ihrer Arbeit zu helfen, um so selbst etwas Geld zu bekommen. Doch eines Tages wollen sie einer jungen Frau helfen, die gerade nach Seoul gekommen ist und zur Prostitution gezwungen wurde. Sie werden allerdings erwischt und rausgeschmissen.
Hye-yong, Dong-cheol und Yukdeok machen sich daraufhin zu einem Strand, um dort ein bisschen zu entspannen, finanziert durch Hye-yongs Erspartes. Dabei haben sie Spaß zusammen, aber schließlich geht ihnen das Geld aus. Dong-cheol und Yukdeok sollen für Hye-yong Freiherr suchen, damit sie Geld verdienen kann. Doch beide lehnen ab und wollen selber irgendwie Geld verdienen. Dabei begehen sie verschiedenen Dummheiten während Hye-yong einen reichen Mann kennenlernt. Hye-yong geht mit dem Mann mit, was Dong-cheol das Herz bricht.
Der Film endet mit einer Party auf einem luxuriösen Anwesen. Hye-yong ist dort als Gast geladen während Dong-cheol und Yukdeok dort arbeiten. Die Leute dort sehen Hye-yong allerdings nicht als ebenbürtig. Sie vergreifen sich an ihrem Körper bis Hye-yong letztlich stirbt. Dong-cheol und Yukdeok beginnen, die Männer zusammen zu schlagen. Abschließend begraben sie Hye-yong.

## Erzählstil
Der Film ist teilweise stumm und wird dann von einem jungen Kind erzählt. Dieses nennt Dong-cheol stets Ttongchil, was so viel wie „schmierige Scheiße“ bedeutet und als Ausdruck auch wie das Wort „Schande“ verwendet wird. Außerdem gibt der Junge ihm den Namenszusatz „Narr“/„Idiot“. Yukdeok bedeutet „Fett“ und kann mit „Dickerchen“ übersetzt werden.

## Rezeption
Im Informationsblatt des Filminstituts Arsenal ist zu lesen, dass der Film „auf bittere Weise die Absurditäten und Widersprüche der Gesellschaft“ kritisiere. Dong-cheol und Hye-yong träumen vom gesellschaftlichen Erfolg. Indem der Film den Figuren folgt werde jedoch die Korruption und Vergnügungssucht der Reichen sowie das „verdrehte Bewusstsein der Armen“ aufgedeckt. Die Form des Films sei völlig neu und komme ohne lineare Handlung oder konventionelle Dialoge aus. Die Bildgestaltung möge zwar unlogisch und sprunghaft erscheinen, aber indem der Film auf alles Überkommene verzichte, bemühe er sich um die Geburt einer neuen Gesellschaft. Das Lexikon des internationalen Films fasst zusammen, dass der Film „durch die Montage und faszinierende Bildmetaphern“ besteche, „in denen sich die Suche des koreanischen Volkes nach einer religiösen und kulturellen Identität niederschlägt, deren Überreste trotz jahrhundertelanger Fremdbestimmung immer wieder zum Vorschein kommen“. Der Film biete einen Kontrast von traditionellen und modernen Stilelementen und bietet eine sarkastische Beschreibung des Zeitgeschehens. Oscarpreisträger Bong Joon-ho empfiehlt Das Manifest der Narren als einen von sieben Filmen des YouTube-Kanals des Korean Film Archives, auf dem zahlreiche ältere koreanische Filme frei zugänglich sind.